# Pier Francesco Meglia
Pier Francesco Meglia (né le 3 novembre 1810 à Santo Stefano al Mare dans la Ligurie, et mort le 31 mars 1883 à Rome) est un cardinal italien du XIXe siècle. 

## Biographie
Pier Francesco Meglia exerce des fonctions au sein de la curie romaine. Il est élu archevêque titulaire de Damas (de) en 1864 par le pape Pie IX avec comme co-consécrateurs Giuseppe Berardi et François Marinelli. Il est envoyé comme nonce apostolique auprès de l'empereur mexicain (en), puis dans le Royaume de Bavière en 1866 et en République de France en 1874. Il est y nommé nonce apostolique le 10 juillet. Il couronne la statue de Notre-Dame des Victoires le 9 juillet 1865 et celle de Lourdes le 3 juillet 1876.  
Le pape Léon XIII le crée cardinal lors du consistoire du 19 septembre 1879.

## Succession apostolique
Pier Francesco Meglia a ordonné les évêques suivants :
- Évêque Franz Leopold von Leonrod (1867)
- Évêque Pierre-Marie Le Berre, C.S.Sp. (1877)